# ليني كيم
ليني كيم لالاند (مواليد 8 سبتمبر 2001) هو مغني مشهور وممثل كيبيكي.

## سيرة شخصية
ولد ليني كيم لالاند في 8 سبتمبر 2001 في مونتريال، كيبيك. وهو الابن الوحيد لجاي لالاند و ميريام لاندري منذ صغره كان يقلد المطربين الذين يشاهدهم على شاشة التلفزيون. في سن الثامنة، انضم ليني كيم إلى وكالة إعلانات وبدأ في تصوير الإعلانات التجارية والأفلام في كيبيك.

## المذكرات و المراجع
1. ↑   https://www.famousbirthdays.com/people/lenni-kim.html. {{استشهاد ويب}}: |url= بحاجة لعنوان (مساعدة) والوسيط |title= غير موجود أو فارغ (من ويكي بيانات) (مساعدة)
2. ↑  "Lenni-Kim - MYTF1". MYTF1. مؤرشف من الأصل في 2023-11-19. اطلع عليه بتاريخ 26 juillet 2017. {{استشهاد ويب}}: تحقق من التاريخ في: |تاريخ الوصول= (مساعدة).

### روابط خارجية
قالب:Liens
- Site officielFichier:Blue_pencil.svg [voir et modifier les données sur wikidata]
- Ressources relatives à la musiqueFichier:Blue_pencil.svg [voir et modifier les données sur wikidata] : 
  - Discogs
  - (en) MusicBrainz
- Ressources relatives à l'audiovisuelFichier:Blue_pencil.svg [voir et modifier les données sur wikidata] : 
  - Allociné
  - (en) IMDb
- Notices d'autoritéFichier:Blue_pencil.svg [voir et modifier les données sur wikidata] :
- VIAF
- GND
- WorldCat